# Koevoluce
Koevoluce je společný evoluční vývoj dvou či více druhů, při němž dochází k jejich vzájemnému přizpůsobování. Je důsledkem symbiózy určitého typu mezi těmito dvěma druhy.
Příkladem je společná evoluce parazita a hostitele. S koevolucí úzce souvisí fakt, že některé bakterie se staly imunními proti antibiotikům. Také evoluci opylovače a zoogamních rostlin považujeme za koevoluci. Například kolibříci jsou příkladem, jak může výsledek koevoluce vypadat.